# Ilhas Sandwich do Sul
As Ilhas Sanduíche do Sul ou Ilhas Sandwich do Sul (do original South Sandwich Islands) ou ilhas Esquivel formam um arco de onze pequenas ilhas vulcânicas no Atlântico Sul, a norte do Mar de Weddell, com extensão de 400 km da ilha Zavodovski, ao norte, à ilha Thule no sul, e estão a cerca de 760 km a sudeste da Geórgia do Sul.
Desabitadas e cobertas por geleiras, as ilhas são Territórios britânicos ultramarinos, pertencendo ao território das Ilhas Geórgia do Sul e Sandwich do Sul. A sua área total é de apenas 311 km², dividida entre três ilhas principais (Montagu, Bristol e Saunders), e dois grupos de ilhas menores (Thule do Sul, a sul, e Traversay, a norte).
As ilhas foram avistadas pela primeira vez em 1775 por James Cook, mas foi só em 1818 que foram pela primeira vez pisadas pelo homem, quando nelas desembarcou um grupo de caçadores de focas.
Anexadas pela Grã-Bretanha em 1908, são reivindicadas pela Argentina desde 1943.

## Referência
- Robert K. Headland, The Island of South Georgia, Cambridge University Press, 1984. (em inglês)